# Patriarcha Západní Indie
Patriarcha Západní Indie (latinsky Patriarchatus Indiarum Occidentalium) byl čestný titul patriarchy v rámci římskokatolické církve.
Španělský král Ferdinand II. Aragonský požádal papeže Lva X. o vytvoření patriarchátu pro církevní správu území v Americe, objevené Španělskem. Svatý stolec nebyl ochoten vytvořit autonomní americkou církev a papež Klement VII. v roce 1524 souhlasil s vytvořením patriarchátu jako čestného titulu, bez pravomocí a kněží, s tím, že patriarcha Západní Indie nesmí sídlit v Americe.
Roku 1705 byl patriarchát spojen s úřadem generálního vikáře španělské armády a v roce 1741 s úřadem královského kaplana, přičemž obojí bylo definitivně potvrzeno roku 1762. Od roku 1963 není titul udělován.

## Seznam patriarchů Západní Indie
- Antonio de Rojas (1524–1525)[2]
- Esteban Gabriel Merino (1530–1535)[2]
- Fernando Niño de Guevara (1546–1552)[2]
- Pedro Moya de Contreras (1591)[2]
- Juan Guzmán (1602–1605)[2][1]
- Juan Bautista de Acevedo Muñoz (1606–1608)[1]
- Pedro Manso (1608–1609)[1]
- Diego Guzmán de Haro (1616–1621)[1]
- Andrés Pacheco (1625–1626)[1]
- Antonio Manrique de Guzmán (1670)[1]
- Antonio de Benavides y Bazán (1679–1690)
- Pedro Portocarrero y Guzmán (1691–1708)[1]
- Carlos Borja Centellas y Ponce de León (1708–1733)[1]
- Álvaro Eugenio de Mendoza Caamaño y Sotomayor (1734–1761)[1]
- Buenaventura de Córdoba Espínola de la Cerda (1761–1777)
- Francisco Javier Delgado Venegas (1778–1781)
- Cayetano de Adsor (1782)
- Manuel Ventura Figueroa (1782–1783)
- Antonio Sentmenat y Castellá (1784–1806)
- Ramón José de Arce (1806–1815)
- Francisco Antonio Cebrián y Valda (1815–1820)
- Antonio Allué Sesé (1820–1842)
- Sede vacante (1842–1847)
- Antonio Posada Rubín de Celis (1847–1851)
- Tomás Iglesias Bárcones (1850–1874)[1]
- Sede vacante (1873–1875)
- Francisco de Paula de Benavides y Fernández de Navarrete (1875–1881)
- José Moreno y Mazón (1881–1885)[1]
- Zeferino González y Díaz-Tuñon (1885–1886)
- Miguel Payá y Rico (1886–1891)
- Antolín Monescillo y Viso (1892–1897)
- bl. Ciriaco María Sancha Hervás (1898–1909)[1]
- Gregorio María Aguirre y García (1909–1913)
- Victoriano Guisasola y Menéndez (1914–1920)
- Jaime Cardona Tur (1920–1923)[1]
- Julián de Diego García Alcolea (1923–1925)[1]
- Francisco Muñoz Izquierdo (1925–1930)[1]
- Ramón Pérez y Rodríguez (1930–1937)[1]
- Leopoldo Eijo y Garay (1946–1963)[1]